# 查理·威爾遜 (德克薩斯州政治人物)
查理·威爾森（Charles Nesbitt Wilson，1933年6月1日—2010年2月10日），全名查爾斯·內斯比特·威爾森，美國德克薩斯州政治人物，曾代表民主黨擔任德州美國眾議員24年，因擔任國會議員期間領導推動美國國會暗中提供經費、武器與人員，支持援助阿富汗聖戰者對抗蘇聯入侵，最後迫使蘇聯撤軍而聲名大噪，其真人實事在2008年改編成電影《蓋世奇才》（Charlie Wilson's War）。

## 早年生平
查理·威爾森生於德州小鎮特里尼提，並在當地完成公立學校和高中學業，1951年高中畢業後曾就讀為於亨茨維爾 (德克薩斯州)（Huntsville）的山姆休斯頓州立大學（Sam Houston State University），後進入美國海軍官校就讀，1956年在班上排名倒數第八畢業並取得學位，也是美國海軍官校史上記過第二多的人。
1956年至1960年期間，查理·威爾森於美國海軍服役，獲少尉軍階並擔任艦隊軍官，後經五角大廈調任至情報部門單位，擔任評估蘇聯核武軍力的工作。

## 進入政壇
查理·威爾森第一次開始參與政治，是在他青少年的時候，為了對抗他的隔壁鄰居——時任鎮議會成員的查爾斯·哈札德（Charles Hazard）。在他十三歲那年，查理·威爾森養的狗跑進哈札德家的庭院，哈扎德故意拿了混有碎玻璃的狗食餵狗，結果狗吃了之後大量內部出血而死。身為農夫之子，查理·威爾森十三歲時已經取得駕照並有駕駛資格，在一次鎮議會選舉，他一共載了九十六人去投票，主要是他的黑人鄰居。查理·威爾森沒有告訴他們要投票給誰，不過在投票之前他告訴那些黑人，現任的哈札德故意殺死他的狗。選舉結果最後哈札德以十六票之差落選，事後查理·威爾森到哈札德家去，告訴他不應該毒害任何一隻狗。
查理·威爾森成年後一直在政治圈之外，直到他參與約翰·甘迺迪總統競選陣營擔任志願者。1960年查理·威爾森海軍退役一個月後，在他故鄉的選區正式登記參選德州州眾議員（因為這個舉動與海軍規定互有衝突，現役軍人禁止服公職）。查理·威爾森參選之後，他的家人還有其他親友都投入幫忙助選拉票，1961年27歲的查理·威爾森順利當選並進入奧斯汀的德州州議會。
往後的這十二年，威爾森因身為「來自拉夫金的自由主義者」，而在德州州議會取得了良好的名聲。儘管被企業界以懷疑的眼光看待，他仍為公共工程法規、医疗补助（Medicaid）、年長者免稅制度、平權修正案以及最低工資法案奮戰不已，他也是德州政治人物中少數出名支持墮胎合法化的人。不過查理·威爾森的私生活可說是聲名狼藉，尤其是沉醉在飲酒和複雜的男女交往，並獲得一個叫做「爽日子查理」（Good Time Charlie）的綽號。
1972年時，查理·威爾森代表民主黨在德州第二選區參選美國眾議員，成功當選並於隔年一月就職。之後他又連任十一次，直到1996年10月8日辭職。

## 國會議員

### 支持尼加拉瓜蘇慕薩政府
在1970年代晚期，查理·威爾森強力支持尼加拉瓜的右翼蘇慕薩政權（Somoza）。威爾森視腐敗的蘇慕薩是個被美國拋棄和背叛的盟友，因此威爾森運作了一個撥款委員會試著要拯救蘇慕薩政權，並威脅總統吉米·卡特－若不繼續支持蘇慕薩，就要破壞卡特的巴拿馬運河條約。
威爾森稍後安排了一場蘇慕薩與CIA探員愛德溫·P.威爾森（Edwin P. Wilson）的會議。愛德溫能提供1000名前CIA探員組織而成的武裝勢力，為蘇慕薩的利益而戰。這場會議最後以破局收場，因為蘇慕薩挑逗並騷擾了威爾森的女友蒂娜·西蒙（Tina Simons）。這場交易也是不可能的任務，因為愛德溫要求蘇慕薩得為這1000名成員的武力，付出一億美元的代價。

### 蘇聯入侵阿富汗戰爭
1980年，查理·威爾森閱讀了美聯社送到國會的熱線急件，描述了從蘇聯佔領下的阿富汗逃離出來的難民。根據傳記作家喬治·奎爾（George Crile III）說法，查理·威爾森召集了美國國會眾議院撥款委員會（United States House Appropriations Committee）的成員，處理「黑色計畫」（Black project，美國國防專有名詞，秘密計劃之意）事宜，並要求將援助阿富汗的經費提高為兩倍。因為查理·威爾森剛被任命為「眾院撥款委員會國防小組」成員（United States House Appropriations Subcommittee on Defense，這一小組負責提供CIA軍事行動的資金），而他的要求最終也通過。
這不是CIA最後一次增加在阿富汗的軍事行動預算，1983年查理·威爾森又成功將經費提高至4千萬元，其中1千7百萬用於購置防空武器－FIM-92刺針便攜式防空飛彈，給阿富汗民兵擊落蘇聯的Mi-24雌鹿直升機。 1984年，CIA官員葛斯特·阿伏拉科托斯（Gust Avrakotos）直接與查理·威爾森接觸聯繫－這破壞了CIA反對為經費遊說美國國會的政策，向他要求比5千萬更多的經費。查理·威爾森同意並嘗試說服美國國會，他表示「對於這些人民是否決定挺身而戰，美國無權置喙，但如果讓他們只拿石頭上戰場，則我們將被歷史譴責。」（The U.S. had nothing whatsoever to do with these people's decision to fight ... but we'll be damned by history if we let them fight with stones.）
之後查理·威爾森成功在會計年度結束前，將美國國防部未使用的3億元經費提供給阿富汗。因此，查理·威爾森直接地影響了美國對阿富汗聖戰者的支持程度。他表示這場秘密的軍事行動之所以成功，是由於「沒有黨派偏見之心或任何有害的情報洩露」（there was no partisanship or damaging leaks.）

## 退休生活
查理·威爾森自1997年從美國國會退休後，定居在拉夫金
 
1999年2月，查理·威爾森與芭蕾舞者芭芭拉·阿爾柏斯達特（Barbara Alberstadt）結婚，兩人是1980年時在華盛頓特區的一場派對上相識。
2007年9月，在器官移植候補名單上兩個月後，查理·威爾森獲得一位35歲捐贈者的心臟。

## 相關
- 威爾森在反蘇維埃阿富汗戰爭的相關資金運用過程，揭露於喬治·奎爾（George Crile III）所著，2003年發行的《查理的戰爭》（Charlie Wilson's War: The Extraordinary Story of the Largest Covert Operation in History）一書當中。
- 2007年電影《蓋世奇才》（Charlie Wilson's War），由演員湯姆·漢克斯扮演威爾森的角色。[13]
- 威爾森在作者史第芬·寇爾2005年發行的著作《鬼界戰爭》（Ghost Wars: The Secret History of the CIA, Afghanistan, and Bin Laden, from the Soviet Invasion to September 10, 2001）當中，也是一位關鍵人物。
- 2007年12月27日，歷史頻道播出了一部兩小時的紀錄片：《查理·威爾森的真實故事》（The True Story of Charlie Wilson），內容是有關於其以國會議員的身份，對阿富汗戰爭所做的努力，以及他的個人生活。

## 連結
- Charlie Wilson biography at biography.com （页面存档备份，存于） (accessed 2007-12-23).
- Charles Wilson Congressional Papers at Stephen F. Austin University。
- News, photos and a blog about Charlie Wilson and the movie from Charlie Wilson's hometown newspaper, The Lufkin Daily News。
- 互联网电影数据库（IMDb）上《Charlie Wilson's War》的资料（英文）.
- "Charlie Wilson's War Was Really America's War," article by former White House speechwriter Michael Johns on Charlie Wilson, January 19, 2008 （页面存档备份，存于）。
- "Afghanistan's New Militant Alliances," BBC article on Afghan military history referencing Wilson's involvement, April 17, 2006 （页面存档备份，存于）。
- "Charlie Did It," by Paul Wolf, June 7, 2003 （页面存档备份，存于）。

## 參照
1. ↑  Crile, George. Charlie Wilson's War: The Extraordinary Story of the Largest Covert Operation in History. New York: Atlantic Monthly Press. 2003. p. 26. ISBN 0-87113-854-9
2. ↑  .   [2008-09-01]. （原始内容存档于2009-01-31）.
3. ↑  Crile, George. . Atlantic Monthly Press. 2004: 111–112. ISBN 0802141242.
4. ↑  Crile, 36.
5. ↑  Crile, 30-36.
6. ↑  Crile, 38.
7. ↑  .   [2008-09-01]. （原始内容存档于2011-07-08）.
8. ↑  Crile, 214-5.
9. ↑  Crile, 259–62.
10. ↑  Crile, 409–13.
11. ↑  Wall Street Journal, December 28, 2007, p. W13
12. ↑  .   [2008-09-01]. （原始内容存档于2010-10-09）.
13. ↑  .   [2008-09-01]. （原始内容存档于2011-06-04）.